# هارتفورد (جورجیا)
هارتفورد (به انگلیسی: Hartford) یک منطقهٔ مسکونی در ایالات متحده آمریکا است که در شهرستان پلاسکی، جورجیا واقع شده‌است. هارتفورد ۷۸٫۰۳ متر بالاتر از سطح دریا واقع شده‌است.